# Emily Engstler
Emily Ann Engstler (ur. 1 maja 2000 w Nowym Jorku) – amerykańska koszykarka, występująca na pozycjach niskiej lub silnej skrzydłowej, obecnie zawodniczka Flammes Carolo Basket, a w okresie letnim Indiany Fever.
W 2018 wystąpiła w meczu wschodzących gwiazd McDonald’s All-American.

## Osiągnięcia
Stan na 2 marca 2023, na podstawie, o ile nie zaznaczono inaczej.

### NCAA
- Uczestniczka rozgrywek:
  - NCAA Final Four (2022)
  - II rundy turnieju NCAA (2019, 2021)
- Najlepsza rezerwowa konferencji Atlantic Coast (ACC – 2021)
- Zaliczona do:
  - I składu:
    - ACC (2022)
    - defensywnego ACC (2022)
    - turnieju regionalnego NCAA (2022)

  - składu All-American (2022 przez Associated Press)
- Liderka ACC w:
  - średniej przechwytów (2022 – 2,7)
  - liczbie:
    - zbiórek w obronie (2020 – 223)
    - przechwytów (2022 – 93)

### Reprezentacja
- Wicemistrzyni świata U–23 3x3 (2022)